# Comuna Hlîboke, Ujhorod
Hlîboke (în ucraineană Глибоке) este o comună în raionul Ujhorod, regiunea Transcarpatia, Ucraina, formată din satele Hlîboke (reședința), Nîjnie Solotvîno și Ruski Komarivți.

## Demografie
Componența lingvistică a comunei Hlîboke
     Ucraineană (89,13%)
     Maghiară (8,7%)
     Slovacă (1,3%)
     Alte limbi (0,77%)
Conform recensământului din 2001, majoritatea populației comunei Hlîboke era vorbitoare de ucraineană (89,13%), existând în minoritate și vorbitori de maghiară (8,7%) și slovacă (1,3%).